# 马尔斯皮什
马尔斯皮什（法語：Marspich，法語發音：[maʁspiʃ]；洛林法兰克语：Maaschpich、Maaschpéch；洛林语：Machpi）是法国摩泽尔省的一个旧市镇。1971年，马尔斯皮什并入市镇阿扬日。

## 地理
马尔斯皮什（49°20'13.70"N, 6°4'45.11"E）面积4.56 平方千米，位于法国大東部大區摩泽尔省，该省份为法国东北部内陆省份，是洛林的一部分，西南接默尔特-摩泽尔省，东临下莱茵省，北与卢森堡和德国接壤。
马尔斯皮什的时区为UTC+01:00、UTC+02:00（夏令时）。

## 行政
马尔斯皮什的邮政编码为57700，INSEE市镇编码为57450。

## 人口
马尔斯皮什于1968年时的人口数量为8497人。